# Legend Land
Legend Land è un EP del gruppo musicale symphonic metal Leaves' Eyes, pubblicato nel 2006.

## Tracce
1. Legend Land – 3:43
2. Skraelings – 3:34
3. Viking's Word – 3:35
4. The Crossing – 3:18
5. Lyset – 2:15
6. Legend Land (extended version) – 4:43

## Formazione
- Liv Kristine Espenæs Krull - voce, tastiera
- Alexander Krull - tastiera, voce
- Thorsten Bauer - chitarra, basso
- Mathias Röderer - chitarra
- Chris Lukhaup - basso
- Moritz Neuner - batteria, percussioni